# Bio-Manguinhos
O Instituto de Tecnologia em Imunobiológicos (Bio-Manguinhos) é uma unidade da Fundação Oswaldo Cruz - vinculada ao Ministério da Saúde - responsável pelo desenvolvimento tecnológico e pela produção de vacinas, reativos para diagnóstico e biofármacos. O Complexo Tecnológico de Vacinas (CTV) do Instituto, instalado no campus da Fiocruz no Rio de Janeiro, garante o fornecimento de grande parte das vacinas utilizadas no Programa Nacional de Imunizações (PNI), do Sistema Único de Saúde (SUS). 
Em 2019, Bio-Manguinhos forneceu mais de 109 milhões de doses de vacinas. 

Linha de produção da vacina da febre amarela
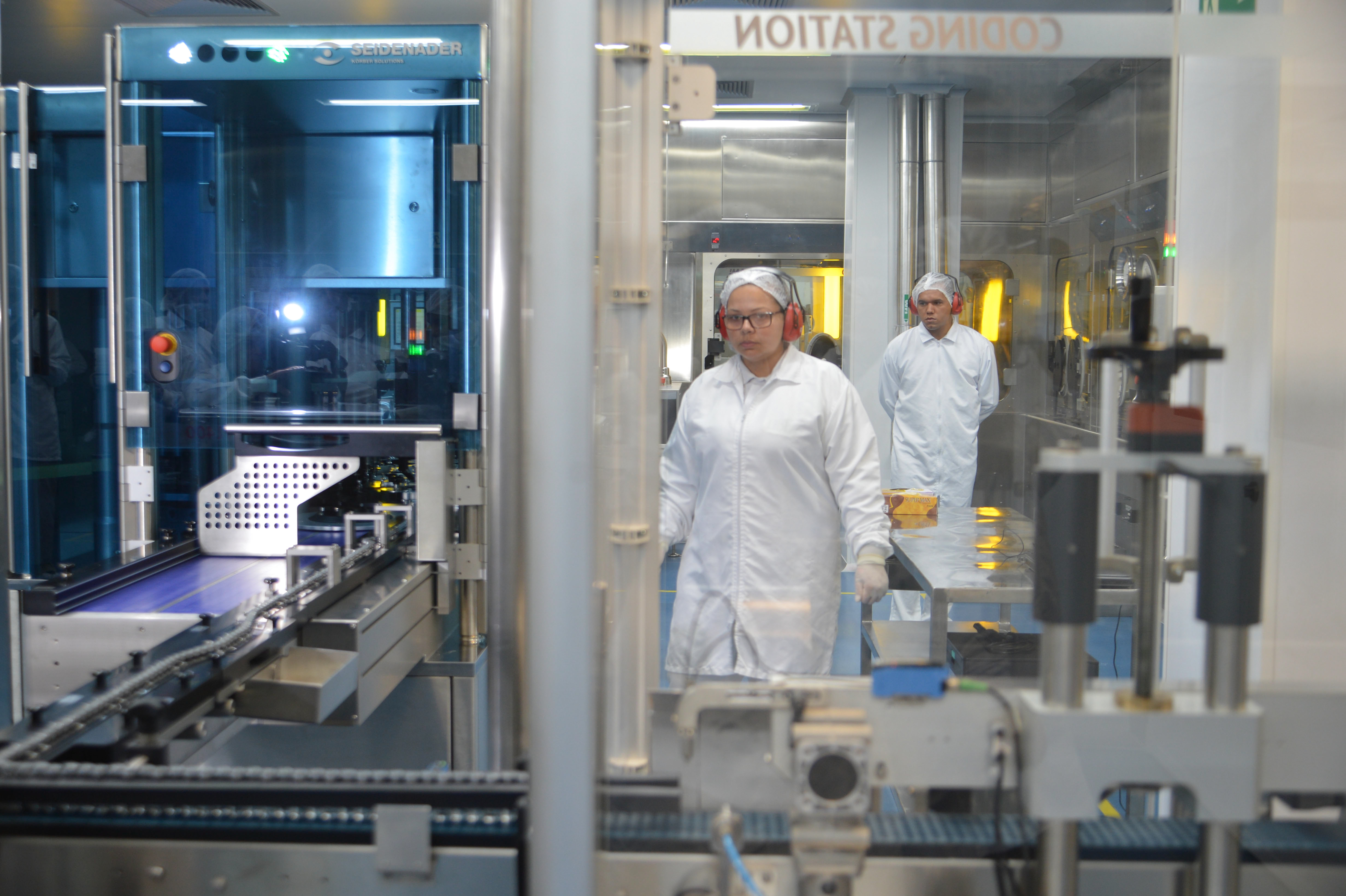
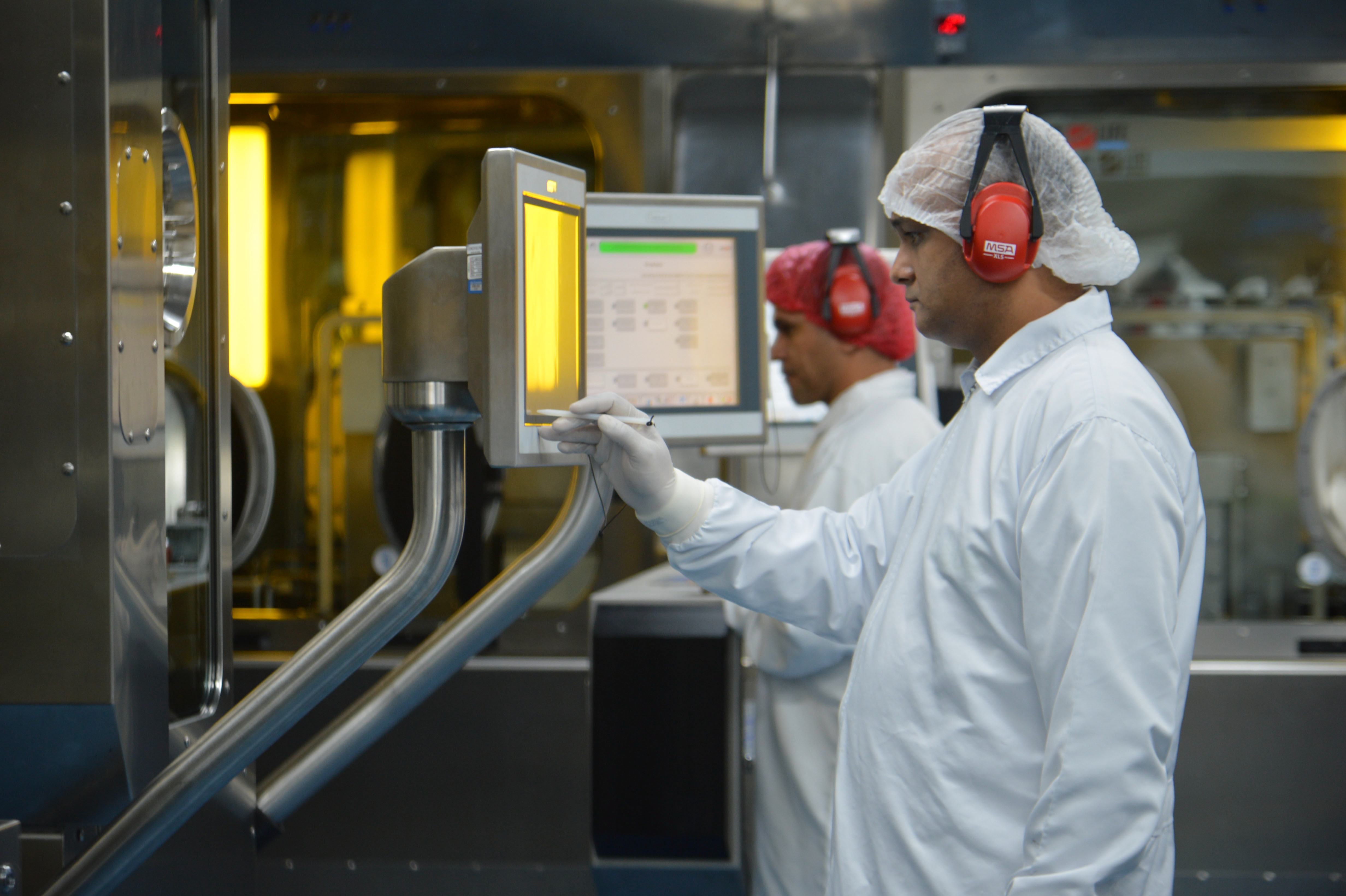
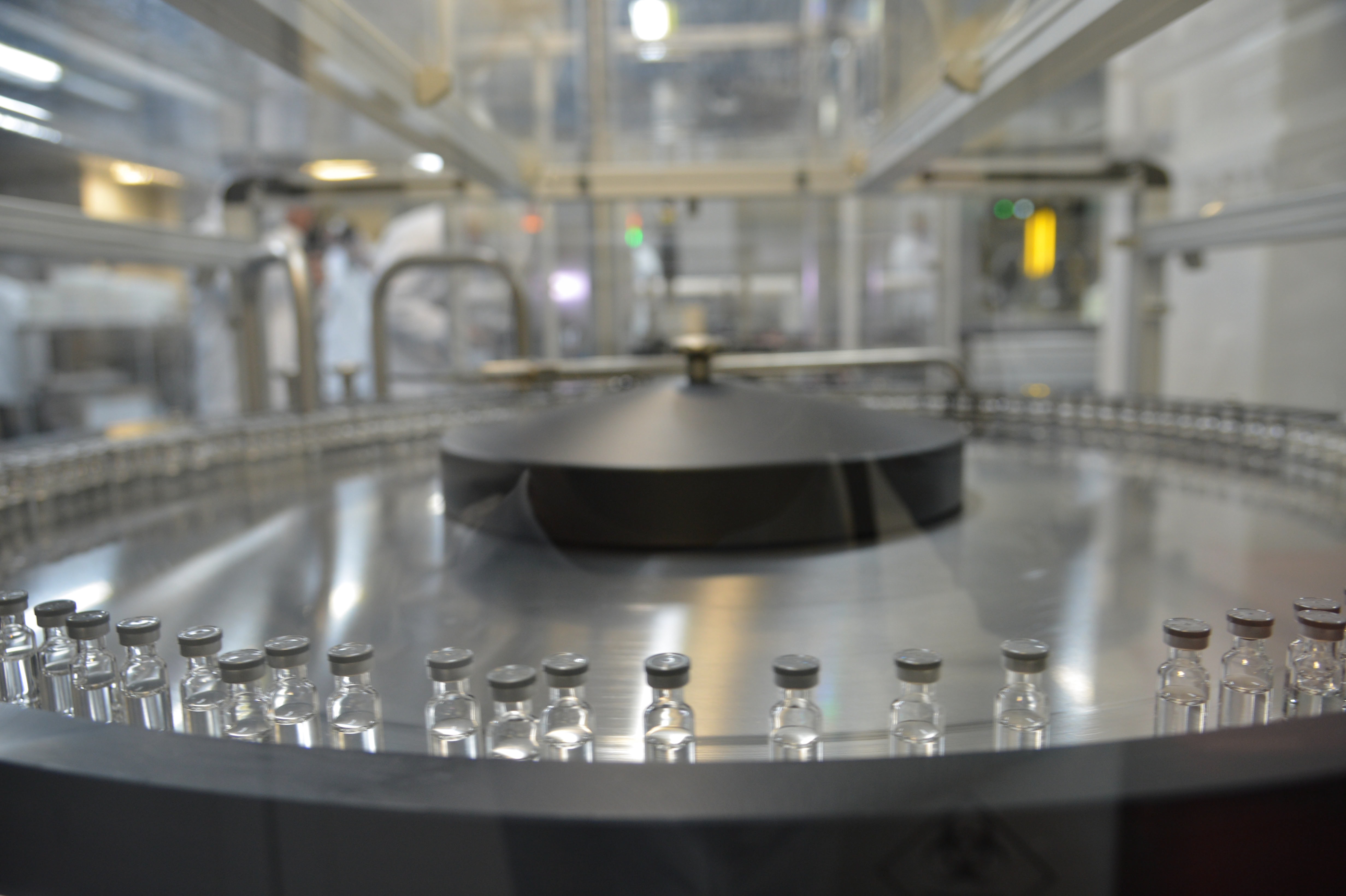

## História

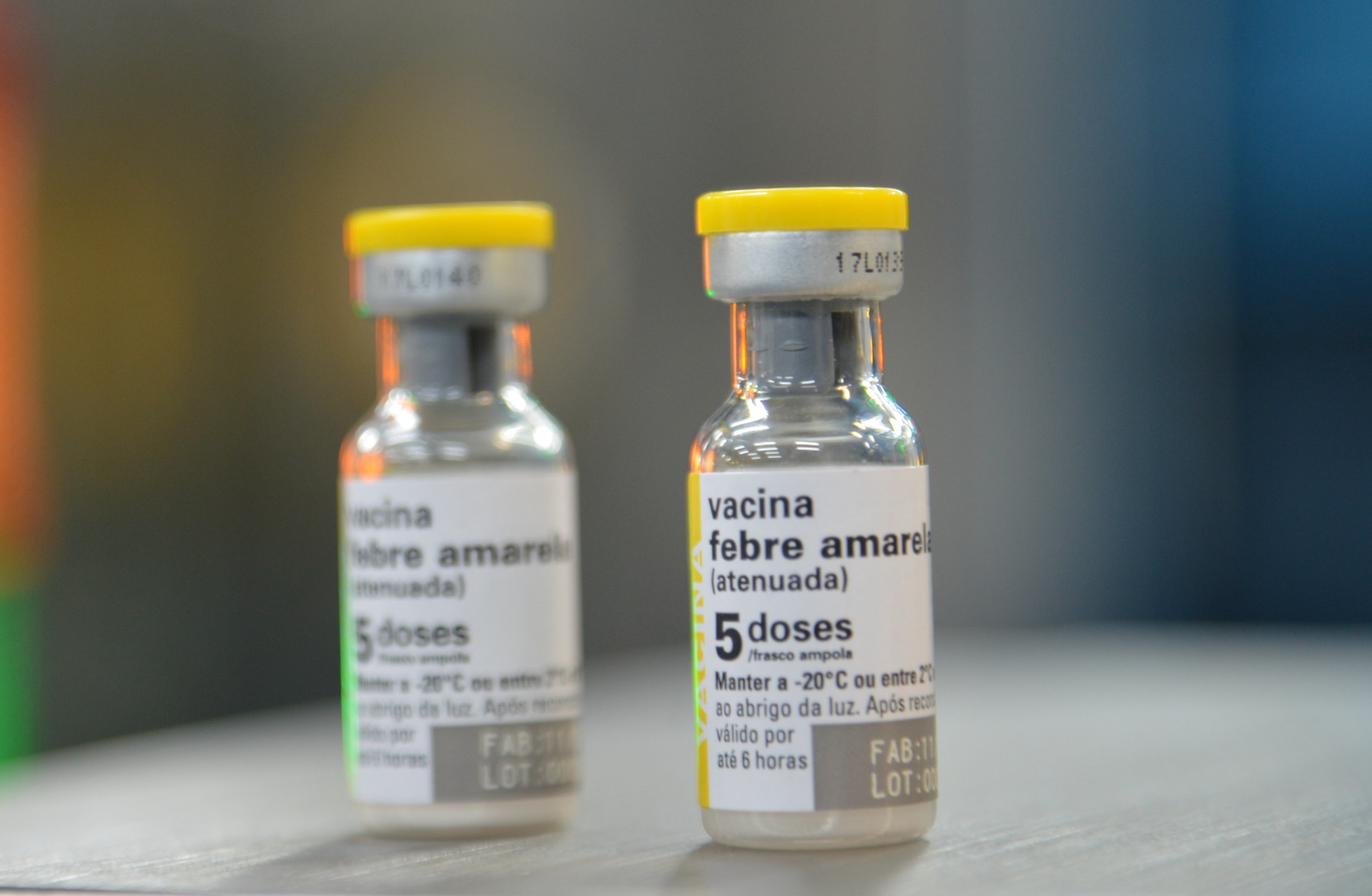
A vacina para febre amarela é produzida no Bio-Manguinhos

Fundado em 1976, o Instituto não produz só vacinas para o Brasil, mas vende o excedente de sua produção para mais de 70 países, através da Organização Pan-Americana da Saúde (Opas) e do Unicef. 
Desde 2001 o Instituto é certificado junto à Organização Mundial da Saúde (OMS) para o fornecimento da vacina contra febre amarela e em 2008 recebeu também a certificação para fornecer a vacina meningocócica AC para agências das Nações Unidas. 

## Portfólio de Serviços

### Estudos pré-clínicos[2]
- Produção de soro hiperimune;
- Avaliação de resposta imune;
- Desenvolvimento de modelo de infecção para avaliação de imunoterapias;
- Desenvolvimento e obtenção de anticorpos monoclonais e policlonais contra antígenos de origens diversas;
- Coleta de sangue, fluidos corporais e órgãos;
- Administração de substâncias por diversas vias parenterais.

### Processamento final[2]
- Formulação.
- Envasamento asséptico.
- Liofilização (se aplicável).
- Recravação.
- Revisão manual.
- Rotulagem e adição de embalagem secundária.
- Dossiê de produção de embalagem primária e secundária.
- Planejamento para execução da atividade.

### Mestrado
O Instituto também oferece a possibilidade de Mestrado Profissional em Tecnologia de Imunobiológicos (MPTI), nas seguintes linhas de pesquisa: Controle de Processos e Qualidade; Desenvolvimento Tecnológico de Produtos e Processos; Gestão. 

## Vacina Covid-19
No Brasil, o Bio-Manguinhos foi parceiro da Fiocruz, da Universidade de Oxford e da AstraZeneca no desenvolvimento e produção da vacina ChAdOx1.  

## Atualizações
- UFMG e Bio-Manguinhos concluem kit sorológico para testes de covid-19
- Bio-Manguinhos fornece novo remédio para doenças reumatológicas ao SUS